# Hermanni Pihlajamäki
Hermanni Pihlajamäki (Seinäjoki, Ostrobótnia do Sul, 11 de novembro de 1903 — Ähtäri, Ostrobótnia do Sul, 4 de junho de 1982) foi um lutador de luta livre finlandês.

## Carreira
Foi vencedor da medalha de ouro na categoria de 56-61 kg em Los Angeles 1932.
Foi vencedor da medalha de bronze na mesma categoria em Berlim 1936.